# قرة (اسم)

قرة هو اسم أو لقب يعني «الأسود» باللغة التركية الحديثة، لكن يُقصد به «الشجاع» أو «الكبير» أو «العظيم» في التركية العثمانية.
مثال:
- قرة مصطفى باشا.